# NGC 4996
NGC 4996 (również PGC 45629 lub UGC 8235) – galaktyka spiralna z poprzeczką (SB0-a), znajdująca się w gwiazdozbiorze Panny. Odkrył ją Albert Marth 28 marca 1864 roku. Jest to galaktyka o niskiej jasności powierzchniowej.